# Gillette Stadium
Das Gillette Stadium ist ein Football-Stadion in der US-amerikanischen Stadt Foxborough im Bundesstaat Massachusetts. Es wird hauptsächlich für American-Football- und Fußballspiele genutzt. Das Footballteam der New England Patriots (National Football League) und das Fußballteam der New England Revolution (Major League Soccer) tragen im Gillette Stadium ihre Heimspiele aus. In der Saison 2015 trugen auch die Boston Cannons aus der Major League Lacrosse im Stadion in Foxborough ihre Heimbegegnungen aus. Seit der Saison 2020 ist auch New England Revolution II (USL League One) im Gillette Stadium beheimatet.

## Geschichte
Das Stadion wurde im Jahre 2002 eröffnet und ersetzte das alte Foxboro Stadium. Der ursprüngliche Name des Stadions war CMGI Field, bevor das Unternehmen The Gillette Company den Sponsornamen erwarb. Zwar fusionierte 2005 Gillette mit Procter & Gamble, aber dies beeinflusste den Namen des Stadions nicht. Die von den Einheimischen The Razor genannte Spielstätte fasst 68.756 Zuschauer. 2002 fand im Gillette Stadium das Endspiel der MLS statt. 2003 fanden sowohl Spiele im CONCACAF Gold Cup als auch zwei Spiele der Gruppenphase und zwei Viertelfinalspiele der Fußball-Weltmeisterschaft der Frauen (jeweils als Doppelveranstaltung) im Gillette Stadium statt. 2005, 2007 und 2009 fanden ebenfalls Spiele des CONCACAF Gold Cups dort statt.
Anfang 2016 wurde das NHL Winter Classic erstmals im Stadion von Foxborough ausgetragen. Das Eishockeyspiel unter freiem Himmel bestritten die Boston Bruins und die Canadiens de Montréal.
Im Dezember 2021 kündigten die Kraft-Familie, als Eigentümer der Stadions, die Modernisierung des Gillette Stadium an. Es sollen die umfangreichsten Arbeiten am Stadion seit der Eröffnung 2002 werden. In den ersten 20 Jahren investierte die Kraft-Familie mehr als 300 Millionen US-Dollar in das Stadion. Das neue Projekt, einschließlich der Verbesserungen der South End Zone, die in der letzten Nebensaison vorgenommen wurden, eine zusätzliche Investition von 225 Millionen US-Dollar umfassen wird. Die Umbauten konzentrieren sich hauptsächlich auf die Endzone im Norden. Es soll u. a. die größte HD-Videoanzeigetafel in einem US-amerikanischen Stadion unter freiem Himmel erhalten. Der gekrümmte (curved) Bildschirm soll die Maße 370 × 60 Fuß (112,78 × 18,29 m) und eine Fläche von 22.200 sq ft (rund 2062 m²) haben. Als weitere Neuerung wird der  Leuchtturm hinter der Endzone durch ein 216 Fuß (ca. 65,8 m) hohes Exemplar ersetzt. Die Fassade soll eine 75.000 sq ft (etwa 6968 m²) große Verglasung erhalten. Die Arbeiten sollen vor der NFL-Saison 2023 abgeschlossen sein. Im Januar 2022 wurde das Bauunternehmen Suffolk Construction Company mit den Bauarbeiten beauftragt. Am 11. Mai des Jahres wurde der Spatenstich für den Umbau ausgeführt.
Anfang September 2023 wurde die Umgestaltung der Nordseite abgeschlossen. Am 7. September durchschnitt der Eigentümer des Gillette Stadium und der Patriots, Robert K. Kraft, symbolisch das Band. Die Kosten beliefen sich auf 250 Mio. US-Dollar. Ab dem 1. Oktober wird die Anlage der Öffentlichkeit zugänglich sein.
Am 8. August 2025 wurde vor dem Gillette Stadium die rund 3,6 Meter hohe, aus Bronze gefertigte Tom-Brady-Statue im Beisein von Brady feierlich enthüllt.